# European Youth Event

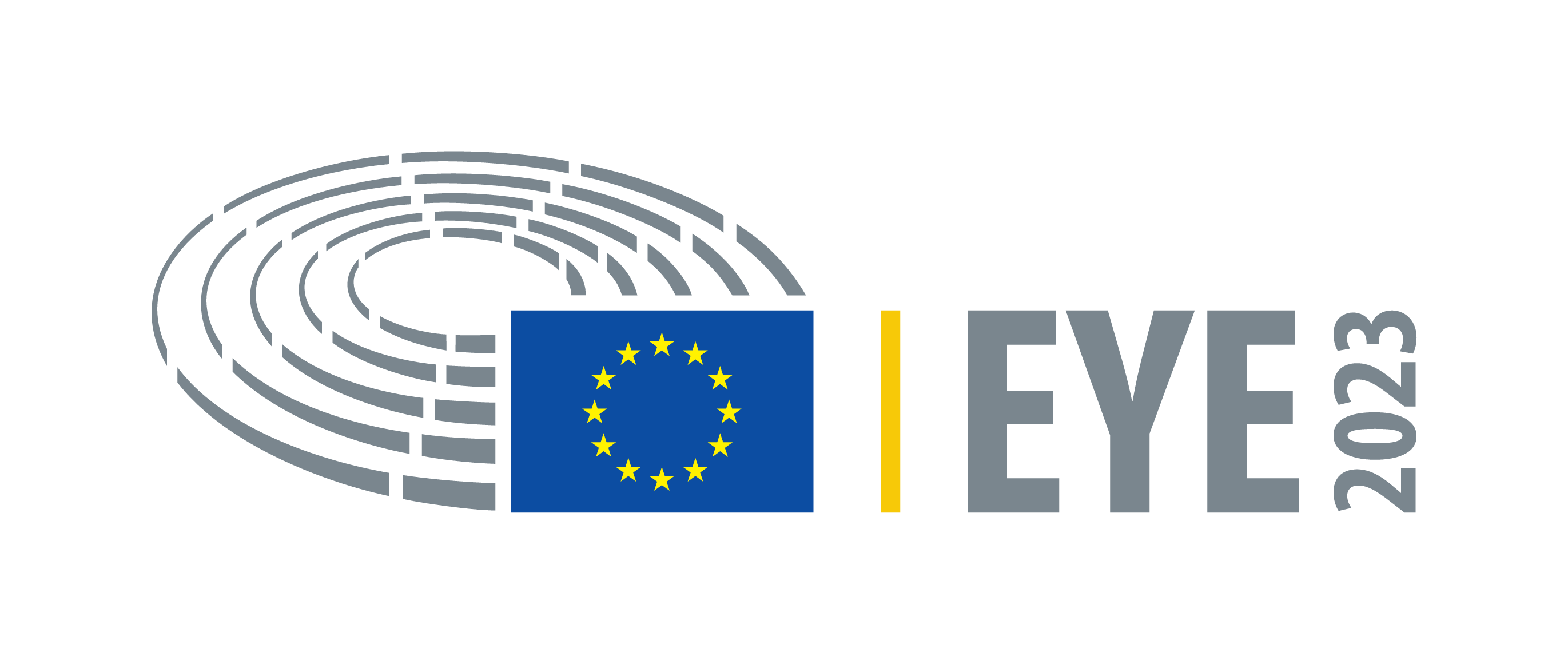
EYE2023 logo.

Das European Youth Event (EYE) ist eine Veranstaltung des Europäischen Parlaments, die von diesem auch 2014 ins Leben gerufen wurde. Die Veranstaltung hat das Ziel, junge Europäer zur aktiven Teilnahme anzuregen.
Das EYE findet alle zwei Jahre im Europäischen Parlament mit Sitz in Straßburg mit mehreren tausend Jugendlichen im Alter von 16 bis 30 Jahren statt und lädt sie ein, an Diskussionen über aktuelle Themen mit Entscheidungsträgern und Referenten mit weitgefächerter professioneller Erfahrung teilzunehmen. 
Bisher fand das EYE fünfmal statt, 2014, 2016, 2018, 2021 und 2023. Die Veranstaltungen dienten als Grundlage einiger Reden im Parlament in den Folgemonaten.

## Das Ziel des EYE
Ziel der Veranstaltung ist es, eine besondere Gelegenheit für junge Europäer zu schaffen, über die Zukunft der EU und über aktuelle Themen zu diskutieren. Das EYE verschafft dadurch auch EU-Politikern Zugang zu frischen und unkonventionellen Ideen der jüngeren Generation.

## EYE-Berichte
Um die Ideen und Vorschläge zu sammeln und gute hervorzuheben, hat ein Team von jungen Journalisten, koordiniert von der European Youth Press und mit politischen Berichten vom European Youth Forum, über die EYE-Veranstaltungen Berichte verfasst. Diese Berichte werden an die Europaabgeordneten weitergegeben und sollen als Inspiration für die zukünftige Gesetzgebung dienen.

## European Youth Hearings
In den Monaten nach der Veranstaltung stellen Teilnehmer die konkretesten Ideen, die in den Berichten zusammengefasst wurden, ausgewählten Mitgliedern des Europäischen Parlaments in Brüssel vor. Während der Präsentation können die Abgeordneten mit ehemaligen Teilnehmern reden und ihnen Feedback geben, welche Ideen sie befürworten, umsetzen wollen oder ablehnen, und warum.

## Bisherige Veranstaltungen

### EYE 2014: Ideen für ein besseres Europa
Beim European Youth Event 2014 (#EYE2014) vom 9. bis zum 11. Mai kam es zum Austausch von 5.000 Jugendlichen zwischen 16 und 30 Jahren mit 400 Rednern und zahlreichen unterstützenden Partnern und Jugendorganisationen. In den Räumlichkeiten des Parlaments in Straßburg wurde intensiv über jugendbezogene Themen diskutiert.
Die fünf Hauptthemen beim EYE 2014 waren Jugendarbeitslosigkeit, digitale Revolution, Nachhaltigkeit, europäische Werte sowie die Zukunft der Europäischen Union.

### EYE 2016: Gemeinsam können wir etwas bewegen
Beim zweiten EYE (#EYE2016), das am 20. und 21. Mai stattfand, wurde eine Gelegenheit geboten, die Meinung über die kritischsten Probleme des Kontinents abzugeben, an politischen Debatten und an Workshops mit Entscheidungsträgern teilzunehmen.
Dieses Mal waren es 7.500 Jugendliche aus ganz Europa, die sich über vielfältige Themen von der Raumfahrt über Klimawandel und Migration bis hin zur Demokratie austauschten.
Die Hauptthemen 2016 waren: Krieg und Frieden: Perspektiven für einen friedlichen Planeten; Apathie oder Beteiligung: Agenda für eine lebendige Demokratie; Ausschluss oder Zugang: Entschiedenes Vorgehen gegen die Jugendarbeitslosigkeit; Stagnation oder Innovation: Die Arbeitswelt der Zukunft; Scheitern oder Erfolg: Neue Wege für ein nachhaltiges Europa.

### EYE 2018: Ich hoffe, dass der Plan gelingt und der Funke überspringt
Das 3. EYE (#EYE2018) fand am 1. und 2. Juni statt und es wurden über 8.000 Teilnehmer erwartet.
Die Aktivitäten fanden im Rahmen von fünf Schwerpunktthemen statt: Jung und alt: Die digitale Revolution meistern; Arm und reich: Den fairen Anteil verlangen; Allein und gemeinsam: Das vereinte Europa stärker machen; Sicher und gefährlich: Stürmische Zeiten überstehen; Lokal und global: Unseren Planeten schützen.
Bereits im Vorfeld konnten Jugendliche aus ganz Europa online teilnehmen, indem sie ihre Ideen zur Zukunft Europas auf der European Youth Ideas Website teilten.